# AltoVicentino Futsal
L'Associazione Sportiva Dilettantistica AltoVicentino Futsal è una squadra italiana di calcio a 5 che rappresenta i comuni di Carrè, Chiuppano, Schio e Valli del Pasubio.

## Storia
La storia del Carrè Chiuppano inizia nel 2003, quando un gruppo di amici decide di formare una squadra da iscrivere al campionato provinciale di serie D. La neonata Associazione Calcetto Carrè Chiuppano C5 centra immediatamente la promozione in Serie C2 facendo propria l'accoppiata campionato-coppa. Dopo due stagioni di militanza in C2, la squadra biancoazzurra è ripescata in C1 per meriti sportivi: ci rimarrà per tre stagioni, al termine delle quali, sotto la guida dello spagnolo Julio Fernández, guadagna l'accesso alla serie B imponendosi nella fase nazionale dei play-off. Durante questi anni la società assume la denominazione Carrè Futsal Chiuppano.
La stagione 2009-10 segna l'esordio della squadra nei campionati nazionali, con Antonio Candeo che sostituisce Fernandez, passato ad allenare l'Arzignano in Serie A. La squadra chiude il campionato al quarto posto, raggiungendo il secondo turno dei play-off dove è eliminata dal Real Rieti che in seguito si aggiudicherà gli spareggi. Nelle tre stagioni successive, la squadra centra i play-off una sola volta, venendo eliminata al primo turno. La stagione 2013-14 segna la svolta nelle ambizioni della società. Durante l'estate infatti la società inaugura una sinergia con la formazione femminile della Thienese Calcio a 5 con l'obiettivo di creare un unico polo del futsal nell'Alto Vicentino, ottimizzando le risorse. Agli ordini di Pablo Ranieri, nel doppio ruolo di giocatore-allenatore, la compagine biancoazzurra chiude il campionato in seconda posizione, ad un solo punto dalla vetta. Dopo aver eliminato il Villorba nel turno preliminare, nel turno successivo il Carrè Chiuppano ha la peggio nel girone di ferro con Imola e Prato, che si qualificano alla fase successiva. Sempre quest'anno la squadra raggiunge per la prima volta la final eight di Coppa Italia.
La promozione è tuttavia rimandata di un solo anno; nonostante l'avvio sottotono dovuto ai numerosi infortuni, la squadra infila una serie di vittorie consecutive che le permettono, grazie alla prolificità del proprio attacco (Pedrinho al pari di Mazzon del Villorba vincerà la classifica marcatori del girone con 45 gol) di contendersi fino alla fine il primo posto. Tuttavia, per il secondo anno consecutivo, la squadra conclude la stagione regolare al secondo posto a un punto dalla vetta. I play-off iniziano con la sconfitta fuori casa contro i marchigiani dello Sporting Club Tenax, ribaltata al ritorno da un sonoro 8-2. Il triangolare della seconda fase vede il CC pareggiare con i sardi dell'Asso Arredamenti e vincere contro il Real Cornaredo, imponendosi nuovamente contro il Villorba nello spareggio secco per accedere alla finale, nella quale trovano l'Elmas. Il grande equilibrio tra le squadre negli 80' regolamentari (6-4 a Carrè, 5-7 a Elmas) rende necessaria la disputa dei tempi supplementari al termine della gara di ritorno. Pur trovandosi in inferiorità numerica, nel secondo tempo supplementare Pedrinho e Pereira riescono a trovare la porta fissando il risultato sul 7-7 che certifica la promozione del Carrè Chiuppano in Serie A2.
Ottenuta la promozione in Serie A2, durante l'estate le dirigenze di Carrè Chiuppano e Thienese inaugurano una nuova collaborazione con la società di calcio dell'Altovicentino, assumendo la denominazione Carrè Chiuppano Altovicentino. Nell'estate del 2021 la società unisce le forze con lo Schio C5 e l'Associazione Sportiva Valli, assumendo la denominazione AltoVicentino Futsal.

## Statistiche
| Livello | Categoria      | Partecipazioni | Debutto   | Ultima stagione | Totale |
| ------- | -------------- | -------------- | --------- | --------------- | ------ |
| 2°      | Serie A2       | 6              | 2015-2016 | 2022-2023       | 7      |
| 2°      | Serie A2 Élite | 1              | 2023-2024 | 2023-2024       | 7      |
| 3°      | Serie B        | 8              | 2009-2010 | 2020-2021       | 8      |
| 4º      | Serie C1       | 3              | 2006-2007 | 2008-2009       | 3      |
| 5º      | Serie C2       | 2              | 2004-2005 | 2005-2006       | 2      |
| 6º      | Serie D        | 1              | 2003-2004 | 2003-2004       | 1      |